# Per Reinhold Tersmeden (1751–1842)

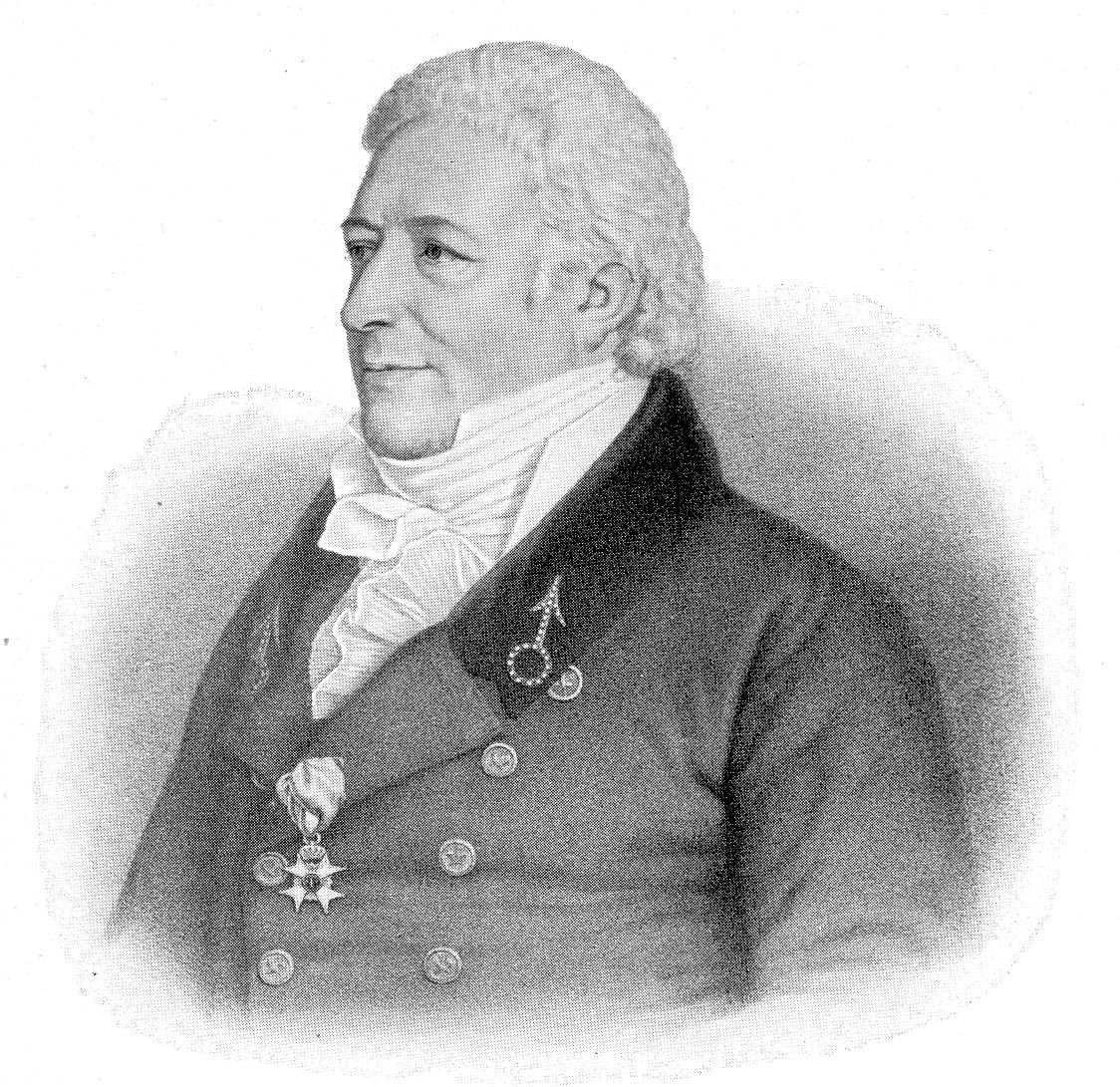
Överste Per Reinhold Tersmeden, herre till Ramnäs. Litografi efter en målning av Per Krafft d.y. från 1823. Tersmeden är iförd så kallad brukspatronsfrack med "bruksmärke" på slaget. Ordenstecknet han bär är Svärdsorden.

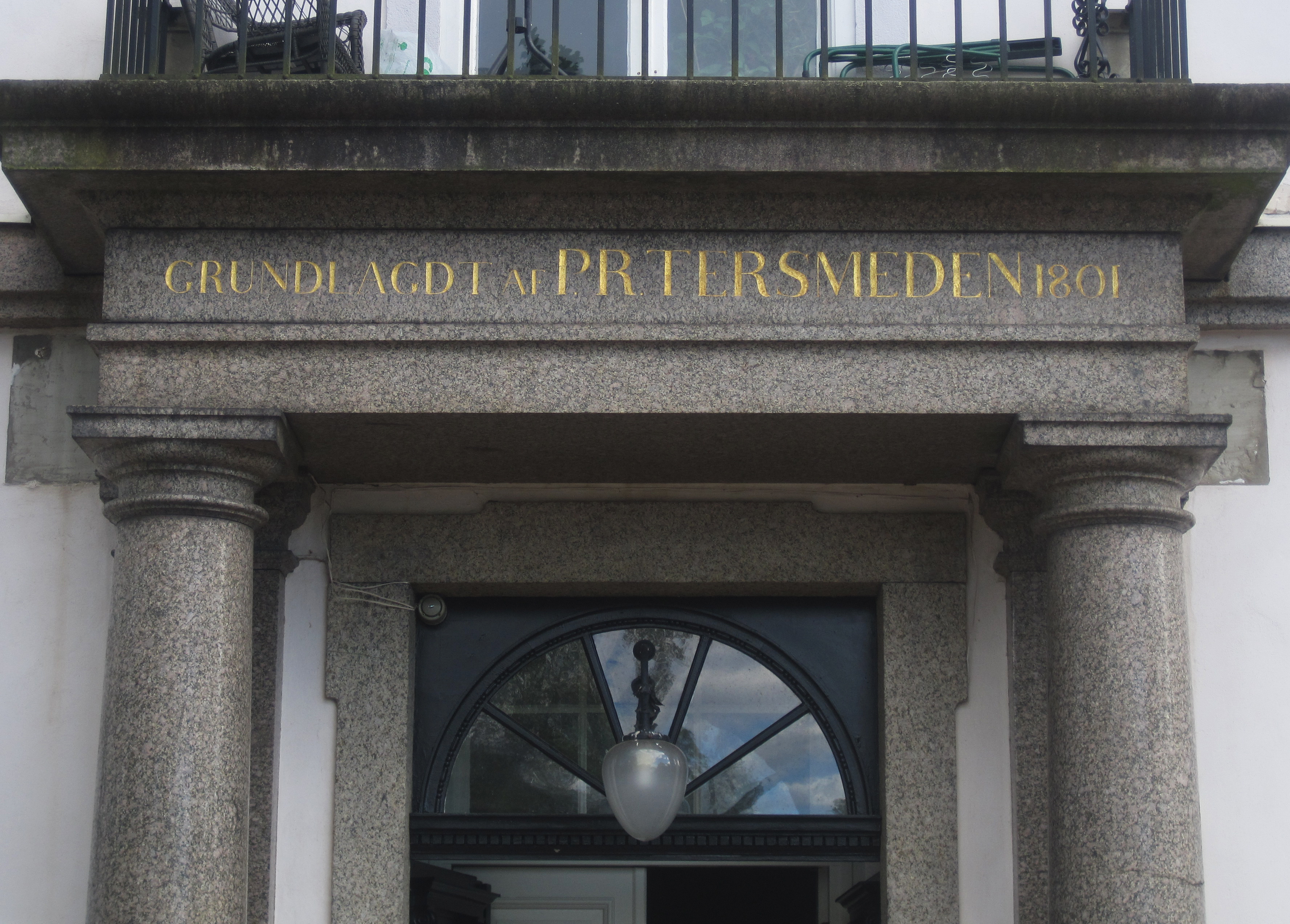
Per Reinhold Tersmedens har, i egenskap av byggherre, sitt namn inhugget ovanför entrén till den Tersmedenska herrgården i Ramnäs.

Per Reinhold Tersmeden, född den 9 januari 1751 på Västsura, död den 3 december 1842 på Ramnäs bruk, var en svensk militär och bruksägare. Han var son till assessorn Jacob Tersmeden d.y. och Magdalena Elisabeth Söderhielm samt bror till bland annat kaptenen Lars Gustaf Tersmeden.
Efter studentexamen i Uppsala 1763 inriktade sig Tersmeden på en militär karriär och blev volontär vid Livregementet till häst 1768, korpral samma år och livdrabant 1769. 1775 avancerade han till löjtnant, nu vid Smålands lätta kavalleriregemente där han blev ryttmästare 1777, sekundmajor 1784, premiärmajor 1789 samt överstelöjtnant 1792. 1795 krönte han sin militära bana genom att utnämnas till överste och regementschef samt tilldelades samma år Svärdsorden. Fem år senare, år 1800, tog han avsked från armén.
Efter sin mors död 1787 ärvde Per Reinhold Tersmeden en andel av Ramnäs bruk och löste successivt ut sina syskons andeler i denna egendom. 1834 förvärvade han slutligen även den del av egendomen som ägts av familjen Schenström och blev ensam herre till Ramnäs. Redan 1801 hade han låtit uppföra den ena av brukets herrgårdsbyggnader (den "tersmedenska") i empirestil.
Utöver driften och utvecklandet av det framgångsrika bruket var Tersmeden även med och stiftade Västmanlands läns hushållningssällskap samt satt i styrelsen för Strömsholms kanal, vilken hans mor varit med och initierat byggandet av.
Per Reinhold Tersmeden dog ogift och ligger begraven på kyrkogården vid Ramnäs kyrka, till vilken han 1837 donerade en orgel byggd av Pehr Zacharias Strand.